# Placówki dyplomatyczne i konsularne w Polsce: T
Stan na: 23 grudnia 2024

## Tadżykistan
Brak placówki – Polskę obsługuje Ambasada Republiki Tadżykistanu w Berlinie (Niemcy).

## Tajlandia

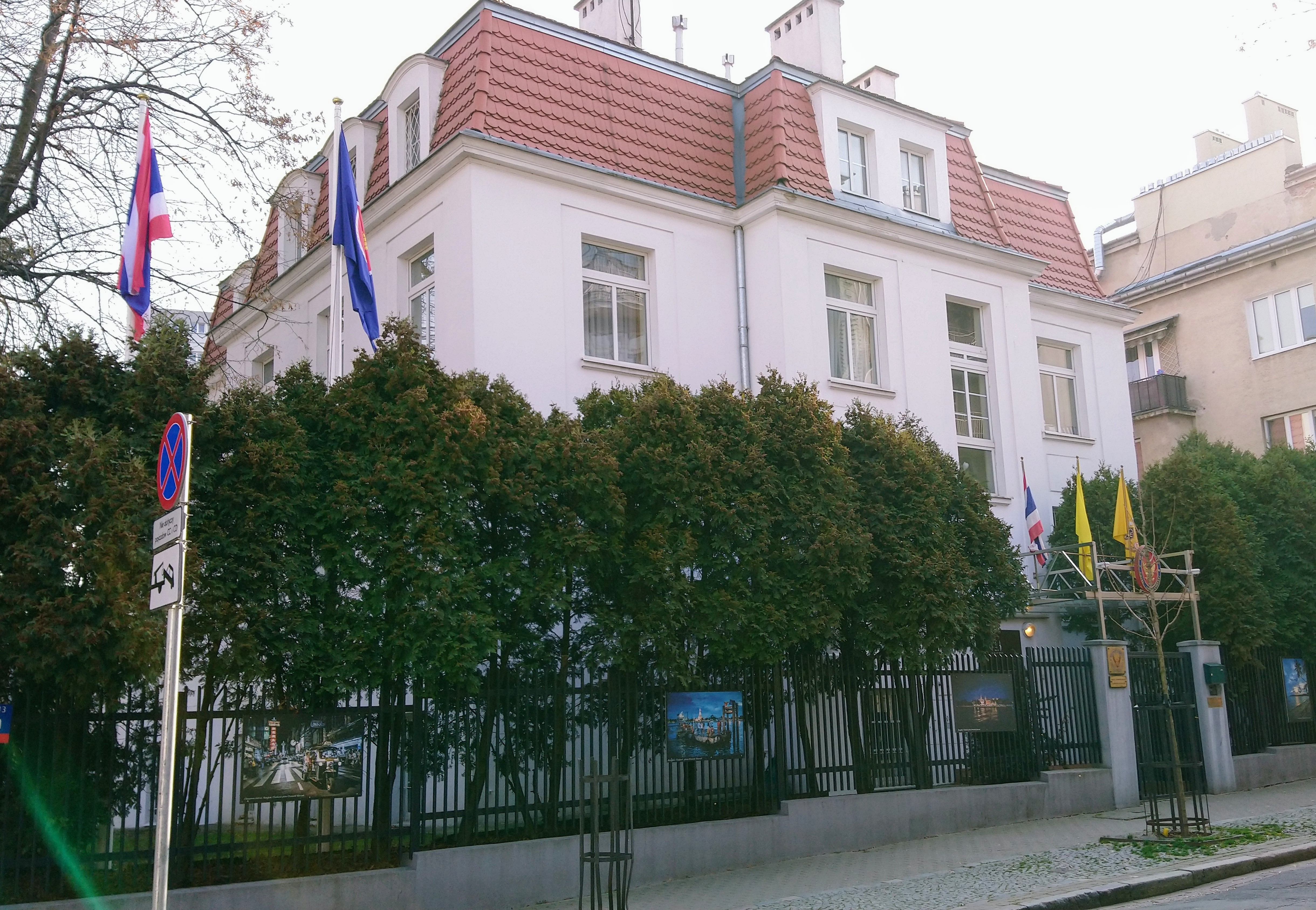
Budynek ambasady Tajlandii

Ambasada Królestwa Tajlandii w Warszawie
- szef placówki: Urasa Mongkolnavin (ambasador)
- Strona oficjalna

Konsulat Honorowy Królestwa Tajlandii w Krakowie
- szef placówki: Wiesław Henryk Żyznowski (konsul honorowy)

## Tajwan

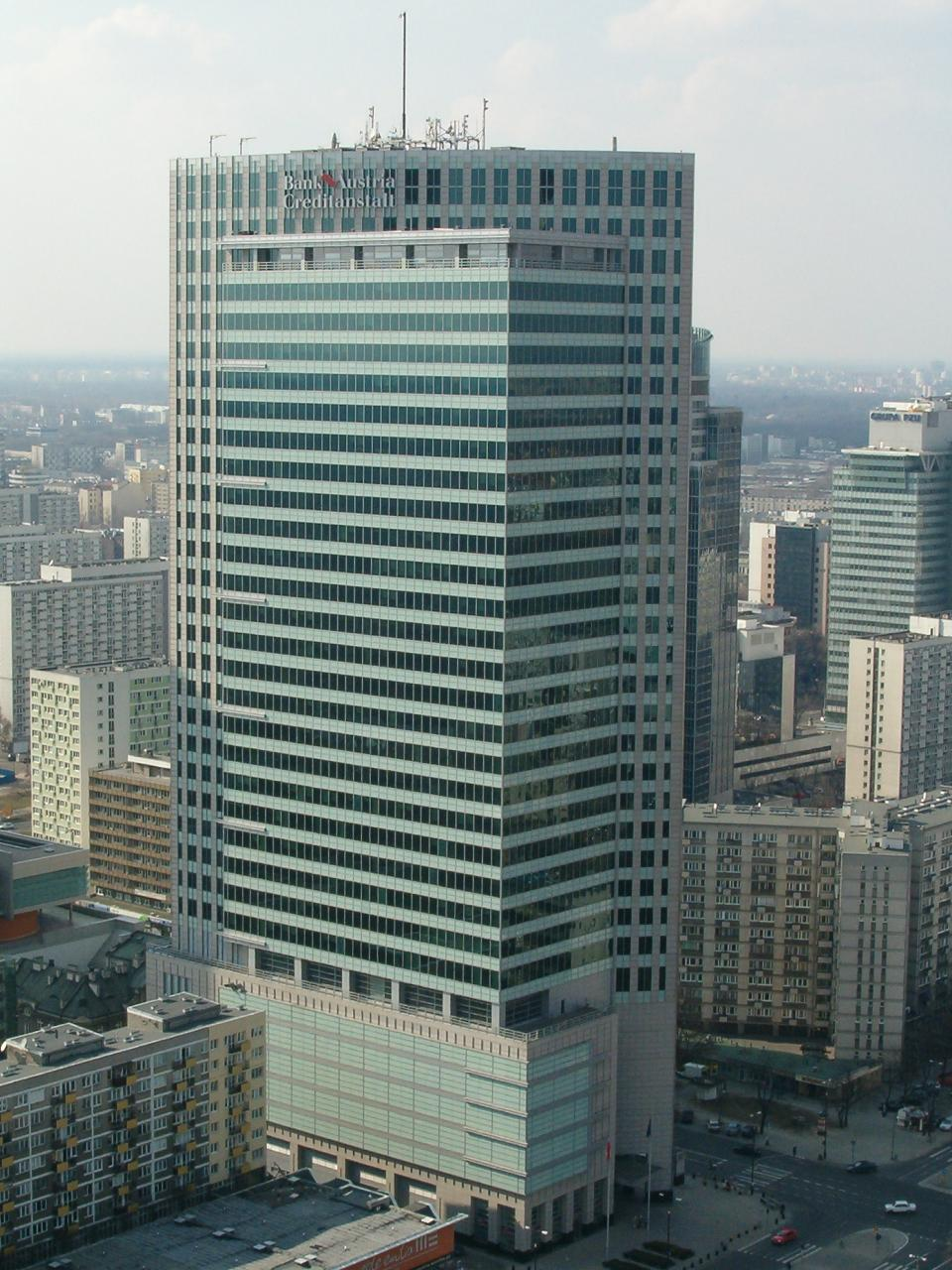
Siedziba Biura Przedstawicielskiego Tajpej w Warsaw Financial Center (WFC) przy ul. Emilii Plater w Warszawie

Brak nawiązanych stosunków dyplomatycznych.
Biuro Przedstawicielskie Tajpej w Warszawie
- szef placówki: Sharon Shang-Nian Wu
- Strona oficjalna

## Tanzania
Brak placówki – Polskę obsługuje  Ambasada Zjednoczonej Republiki Tanzanii w Berlinie (Niemcy).

## Timor Wschodni
Brak placówki – Polskę obsługuje Ambasada Demokratycznej Republiki Timoru Wschodniego w Brukseli (Belgia).

## Togo
Brak placówki – Polskę obsługuje Ambasada Republiki Togijskiej w Berlinie (Niemcy).

## Tonga
Brak nawiązanych stosunków dyplomatycznych.

## Trynidad i Tobago
Brak placówki obsługującej Polskę.

## Tunezja

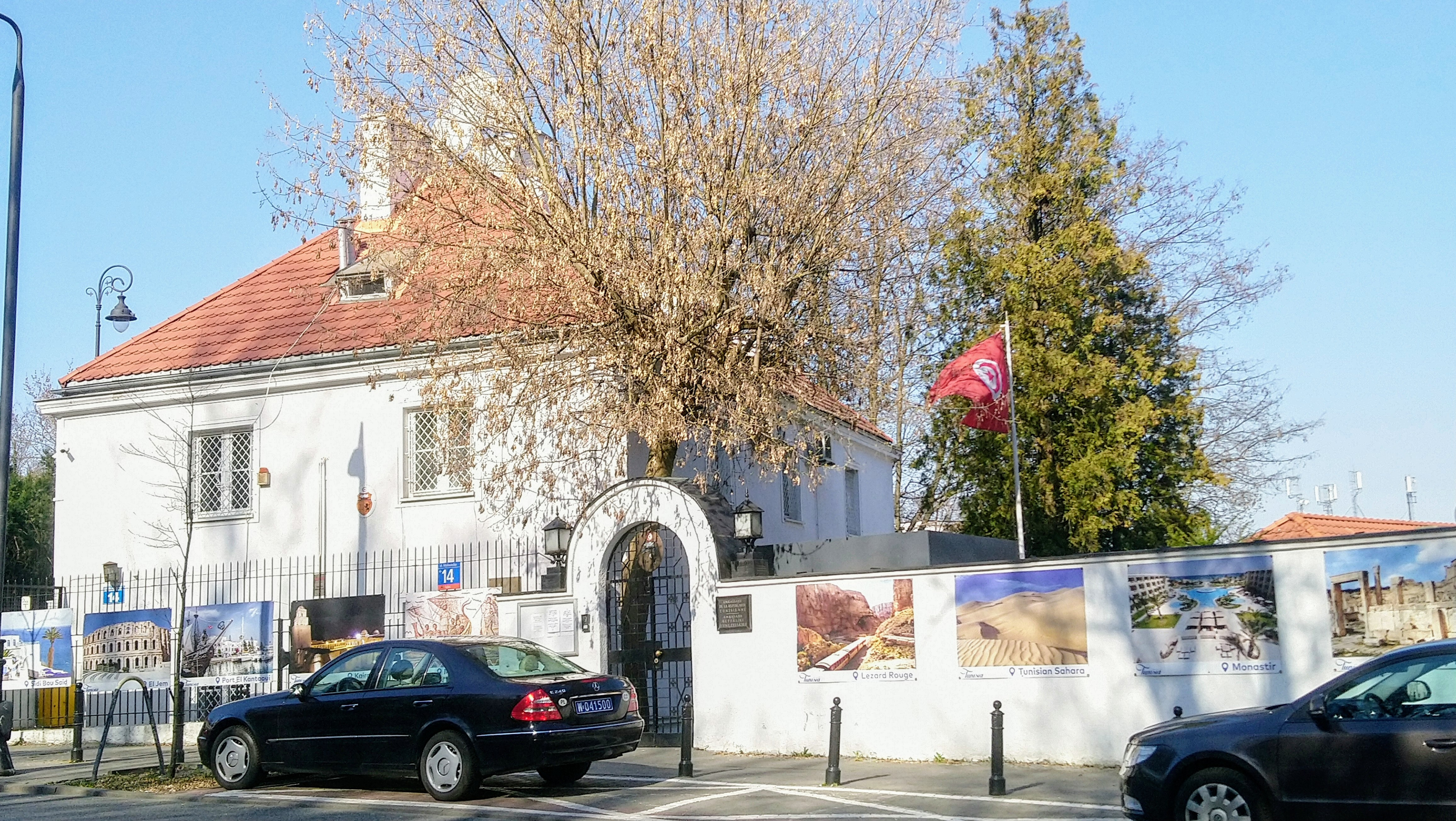
Ambasada Tunezji przy ul. Myśliwieckiej w Warszawie

Ambasada Republiki Tunezyjskiej w Warszawie
- szef placówki: Taoufik Chebbi (ambasador)

## Turcja

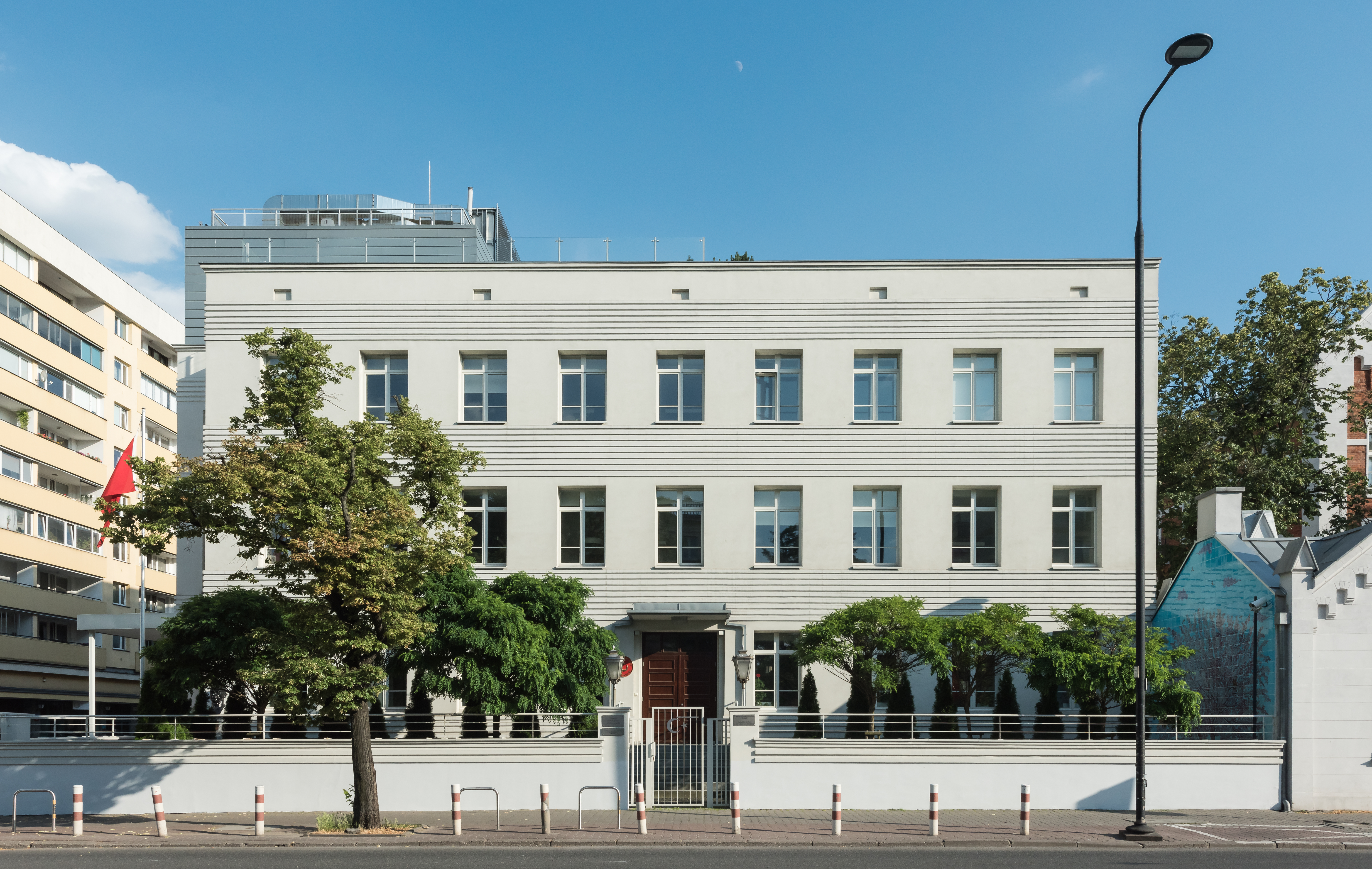
Ambasada Turcji przy ul. Rakowieckiej 19 w Warszawie

Ambasada Republiki Turcji w Warszawie
- szef placówki: Rauf Alp Denktaş (ambasador)
- Strona oficjalna

Honorowy Konsulat Generalny Republiki Turcji w Łodzi
- szef placówki: Ryszard Marcinkowski (honorowy konsul generalny)

Honorowy Konsulat Generalny Republiki Tureckiej w Krakowie
- szef placówki: Paweł Dowgier (honorowy konsul generalny)
- Strona oficjalna

Honorowy Konsulat Generalny Republiki Tureckiej w Poznaniu
- szef placówki: Jerzy Leon Kudyński (honorowy konsul generalny)

Honorowy Konsulat Generalny Republiki Turcji we Wrocławiu
- szef placówki: Wojciech Jacek Kamiński (honorowy konsul generalny)
- Strona oficjalna

## Turkmenistan
Brak placówki – Polskę obsługuje Ambasada Turkmenistanu w Berlinie (Niemcy).

## Tuvalu
Brak nawiązanych stosunków dyplomatycznych.